# New Haven Open at Yale 2013
Il New Haven Open at Yale 2013, in precedenza conosciuto come "Pilot Pen Tennis", è stato un torneo femminile di tennis giocato sul cemento. È stata la 46ª edizione del New Haven Open at Yale, che fa parte della categoria Premier nell'ambito del WTA Tour 2013. Il torneo si è giocato al Cullman-Heyman Tennis Center nel New Haven, Connecticut, USA, dal 16 al 24 di agosto. È stato l'ultimo torneo prima degli US Open.

## Partecipanti WTA

### Teste di serie
| Nazione     | Giocatrice         | Ranking* | Testa di serie |
| ----------- | ------------------ | -------- | -------------- |
| Italia      | Sara Errani        | 6        | 1              |
| Germania    | Angelique Kerber   | 8        | 2              |
| Rep. Ceca   | Petra Kvitová      | 9        | 3              |
| Danimarca   | Caroline Wozniacki | 10       | 4              |
| Italia      | Roberta Vinci      | 12       | 5              |
| Stati Uniti | Sloane Stephens    | 17       | 6              |
| Germania    | Sabine Lisicki     | 18       | 7              |
| Slovacchia  | Dominika Cibulková | 19       | 8              |

* Le teste di serie sono basate sul ranking al 12 agosto 2013.

### Altre partecipanti
Le seguenti giocatrici hanno ricevuto una wild card per il tabellone principale:
- Julia Görges
- Daniela Hantuchová
- Sloane Stephens

Le seguenti giocatrici sono passate dalle qualificazioni:

- Karin Knapp
- Ayumi Morita
- Mónica Puig
- Alison Riske
- Anna Karolína Schmiedlová
- Stefanie Vögele

Lucky Loser:
- Annika Beck
- Elina Svitolina

## Campioni

### Singolare femminile
Simona Halep ha sconfitto in finale  Petra Kvitová per 6–2, 6–2.
- È il quarto titolo in carriera per la Halep.

### Doppio femminile
Sania Mirza /  Jie Zheng hanno sconfitto in finale  Anabel Medina Garrigues /  Katarina Srebotnik per 6–3, 6–4.